# Novokouznetsk Rugby
Dernière mise à jour : 3 mai 2010.
Le Novokouznetsk Rugby est un club russe de rugby à XV basé dans la ville de Novokouznetsk. Il participe à la Professional Rugby League, le championnat de première division russe pour la saison 2009-2010.

## Palmarès
- Champion de Russie : néant

## Effectif 2013
| Nom                | Poste            | Naissance         | Nationalité sportive | Sélections (points marqués) | Ancien club         |
| ------------------ | ---------------- | ----------------- | -------------------- | --------------------------- | ------------------- |
| Mikhail Bzhitskih  | Pilier           | 29 décembre 1986  | Kazakhstan           | ?? (?)                      | Enisey-STM          |
| Vladimir Chernykh  | Pilier           | 12 août 1973      | Kazakhstan           | ?? (?)                      | Almaty RFC          |
| Andrei Khmarin     | Pilier           | 23 avril 1989     | Kazakhstan           | ?? (?)                      | Bulava Taganrog     |
| Sergey Kuznetsov   | Pilier           | 4 août 1992       | Russie               | -                           | -                   |
| Simon Kuznetsov    | Pilier           | 1988              | Russie               | -                           | -                   |
| Talib Naghdi       | Pilier           | 4 février 1992    | Russie               | -                           | -                   |
| Viktor Verchenov   | Pilier           | 1994              | Russie               | -                           | -                   |
| Stepan Moskalenko  | Talonneur        | 30 mars 1988      | Russie               | -                           | SibFU               |
| Alexey Burdin      | Talonneur        | 16 octobre 1994   | Russie               | -                           | -                   |
| Alexey Borodine    | Deuxième ligne   | 13 juillet 1983   | Russie               | -                           | -                   |
| Zaza Chirgadze     | Deuxième ligne   | 9 octobre 1973    | Géorgie              | -                           | Imperia Penza       |
| Yevgeniy Shekurov  | Deuxième ligne   | 28 novembre 1978  | Kazakhstan           | ?? (?)                      | Almaty RFC          |
| Damian Siebert     | Deuxième ligne   | 7 août 1987       | Russie               | -                           | Academia VVS        |
| Sergei Khomenko    | Troisième ligne  | 11 septembre 1992 | Russie               | -                           | -                   |
| Valery Klimenko    | Troisième ligne  | -                 | Russie               | -                           | -                   |
| Kirill Korotkov    | Troisième ligne  | 5 mai 1993        | Russie               | -                           | -                   |
| Beka Kurashvili    | Troisième ligne  | 17 juillet 1982   | Géorgie              | -                           | Lokomotive Tbilissi |
| Ilya Podsanik      | Troisième ligne  | 7 mai 1983        | Russie               | -                           | -                   |
| Nikita Shalunov    | Troisième ligne  | 28 février 1991   | Russie               | -                           | -                   |
| Anton Sychev       | Troisième ligne  | 2 mai 1994        | Russie               | -                           | formé au club       |
| Nikita Trofimov    | Troisième ligne  | 6 décembre 1988   | Kazakhstan           | ? (?)                       | Enisey-STM          |
| Oleg Gusel'nikov   | Demi de mêlée    | 25 avril 1989     | Kazakhstan           | ?? (?)                      | Almaty RFC          |
| Oleg Gabitov       | Demi de mêlée    | 3 mai 1987        | Russie               | -                           | SibFU               |
| Sergey Harlov      | Demi d'ouverture | 26 août 1983      | Kazakhstan           | ?? (?)                      | Enisey-STM          |
| Temur Sokhadze     | Demi d'ouverture | 25 mai 1985       | Géorgie              | 10 (2)                      | SA Vierzon          |
| Ildar Abdrazakov   | 3/4 centre       | 11 septembre 1987 | Kazakhstan           | ?? (?)                      | Almaty RFC          |
| Igor Kondrashov    | 3/4 centre       | 6 juillet 1993    | Russie               | -                           | -                   |
| Alexander Zakharov | 3/4 centre       | 17 septembre 1986 | Kazakhstan           | ?? (?)                      | Almaty RFC          |
| Alexey Vasiliev    | 3/4 centre       | 23 avril 1991     | Russie               | -                           | -                   |
| Andrey Kuleshin    | 3/4 centre       | 21 août 1988      | Russie               | -                           | -                   |
| Anatoly Klimenko   | 3/4 centre       | 1er juillet 1987  | Russie               | -                           | SibFU               |
| Ivan Lapin         | 3/4 aile         | 26 janvier 1991   | Russie               | -                           | -                   |
| Leo Derksen        | 3/4 aile         | 2 mai 1991        | Russie               | -                           | -                   |
| Maxim Lifontov     | Arrière          | 30 décembre 1986  | Kazakhstan           | ?? (?)                      | Enisey-STM          |
| Evgeny Titov       | Arrière          | 20 juillet 1988   | Russie               | 2 (5)                       | formé au club       |
| Maxim Orlov        | Arrière          | 13 février 1986   | Russie               | -                           | -                   |
| Maxim Tyurikov     | Arrière          | 16 janvier 1985   | Ukraine              | ? (?)                       | Bulava Taganrog     |